# Itápolis
Itápolis este un oraș în São Paulo (SP), Brazilia.